# 黛安娜·霍勒姆
黛安娜·霍勒姆（英語：Dianne Holum，1951年5月19日—），美国前女子速度滑冰运动员。她曾代表美国在冬季奥运会速度滑冰比赛中获得1枚金牌、2枚银牌和1枚铜牌。